# دبليو. جيمس فاريل
دبليو. جيمس فاريل (بالإنجليزية: W. James Farrell)‏ هو شخصية أعمال أمريكي، ولد في أبريل 1942.

## وصلات خارجية
- دبليو. جيمس فاريل على موقع إن إن دي بي (الإنجليزية)